# Michal Mižigár
Michal Mižigár, někdy též Michal Mižikár nebo Michal Mizigar, (* 1991 Písek) je historik a romista.

## Život a dílo
Je absolventem romistiky na Filozofické fakultě Univerzity Karlovy. Studoval komparativní historii na Středoevropské univerzitě v Budapešti a Vídni. V roce 2016 byl stážistou na Velvyslanectví USA v České republice. V letech 2017 až 2018 byl členem Rady vlády pro záležitosti romské menšiny.  Pracoval v Nadaci Open Society Fund Praha.
Pracuje jako vzdělávací koordinátor (anglicky Project Archivist) v Compas Charity v Peterboroughu.  Byl členem týmu připravujícího materiály pro výuku romského jazyka na školách. Jako externí lektor přednáší na Katedře studií neslyšících Filozofické fakulty Univerzity Karlovy v Praze a na Pedagogické fakultě Jihočeské univerzity v Českých Budějovicích.